# Vermileonidae
Infra-ordre
Super-famille
Famille
Les Vermileonidae sont une famille de diptères de l'infra-ordre des Vermileonomorpha.

## Liste des genres et espèces
Selon Catalogue of Life (27 févr. 2013) :
- genre Alhajarmyia
- genre Isalomyia
- genre Lampromyia
- genre Leptynoma
- genre Namaquamyia
- genre Vermileo
- genre Vermilynx
- genre Vermiophis
- genre Vermipardus
- genre Vermitigris

Selon ITIS (27 févr. 2013) :
- genre Vermileo

Selon NCBI (27 févr. 2013) :
- genre Leptynoma
  - Leptynoma hessei
- genre Vermileo
  - Vermileo opacus

Selon Paleobiology Database (27 févr. 2013) :
- genre Protobrachyceron
- genre Protovermileo